# Rehden
Rehden là một đô thị thuộc the huyện Diepholz, trong bang Niedersachsen, Đức. Đô thị này có diện tích 33,38 km². Rehden có cự ly khoảng 8 km về phía đông của Diepholz.
Rehden là thủ phủ của Samtgemeinde ("đô thị tập thể") Rehden.